# Воеводин, Евгений Всеволодович
Евгений Всеволодович Воеводин (10 апреля 1928 — 14 сентября 1981) — прозаик, сценарист. Выступал обвинителем Иосифа Бродского на показательном процессе 13 марта 1964 года.

## Биография
Родился в семье писателя Всеволода Петровича Воеводина (1907—1973).
В 1953 году окончил отделение журналистики филологического факультета ЛГУ. С этого времени и до 1962 года работал в редакции газеты «Вечерний Ленинград». В журнале «Огонёк» (1950) был впервые опубликован его рассказ «Беглецы». Участник семинара молодых ленинградских писателей и сборника «Молодой Ленинград». Свои произведения печатал в журнале «Нева». Член КПСС с 1956 года. Отдал дань лениниане — его произведение вошло в сборник «Жизнь, не подвластная времени. Ленинградские писатели о Ленине». Много писал о пограничниках.
В марте 1964 года выступал свидетелем обвинения на процессе Иосифа Бродского. Поэта судили на народном суде в помещении клуба 15-го ремонтно-строительного управления (набережная реки Фонтанки, 22) по обвинению в тунеядстве и приговорили к пяти годам ссылки «с обязательным привлечением к труду по месту поселения», без возможности обжалования приговора.

## Творчество

### Романы
- «Звезды остаются» (Л.: Лениздат, 1956, в соавторстве с Э. Р. Талунтисом)[2]
- «Своя вина» (Л.: Сов. писатель : Ленингр. отд-ние, 1981)[3]
- «Семейное дело»: Роман-дилогия (Л.: Сов. писатель : Ленингр. отд-ние, 1982)[4]

### Повести
- «Совсем недавно…» (Л.: Лениздат, 1954, в соавторстве с Э. Р. Талунтисом)[5]
- «Твердый сплав» (Л.: Лениздат, 1957, в соавторстве с Э. Р. Талунтисом)[6]
- «Наш друг Олег» (Л.: Лениздат, 1962)[7]
- «Научи меня жить» (Л.: Лениздат, 1965)[8]
- «Остров доброй надежды» (М.; Л.: Сов. писатель. Ленингр. отд-ние, 1967)[9]
- «Идемте встречать весну»: Повесть-хроника о рабочей династии Матросовых с з-да «Электросила» (М.: Профиздат, 1969)[10]
- «Такая жаркая весна» (М.: (б. и.), 1970)[11]
- «Три часа перед казнью»: Повесть о В. Кингисеппе (М.: Политиздат, 1970)[12]
- «На том стоим» (М.: Профиздат, 1973)[13]
- «Сколько растут березы» (М.: (б. и.), 1975)[14]
- «Пуд соли» (1976)[15][16]
- «Заявление за две недели» (1976)[15]
- «Понедельник — пятница» (Л.: Сов. писатель. Ленингр. отд-ние, 1976)[17]
- «Татьянин день» (М.: (б. и.), 1977)[18]
- «Сотворение чуда» (Л.: Лениздат, 1978)[19]
- «Крыши наших домов» (Л.: Лениздат, 1979)[20]
- «Эта сильная слабая женщина» (Л.: Сов. писатель : Ленингр. отд-ние, 1987)[21]

### Пьесы
- «Заявление за две недели» (М.: (б. и.), 1976)[22]

### Рассказы
- «Беглецы» (1950, журнал «Огонёк»)
- «Жизни быстрые шаги» (Л.: Лениздат, 1959)[23]
- «В океанах его пути»: Рассказ о судосборщике Балт. завода В. А. Смирнове (Л.: Лениздат, 1961)[24]
- «Рассказ о раскаленном песке»[25]
- «Волчий шаг»[26][25]
- «Шалун»[25]
- «Будь здоров, салажонок»[25]
- «Последняя примета Карла Мяэ»[25]
- «Опасный рейс»[25]
- «Кузя»[27]
- «В песках»[28]
- «Рассказ о раскалённом песке»[29]
- «Земля по экватору»[30]
- «Замполит Званцев и его друзья»[30]
- «Два Степана»[31]
- «Куют белой сирахаги»[31]
- «Рапорта не будет»[25][30]
- «Джентльменский линек»[25][30]
- «Мама приехала»[30]
- «Дорога отцов»[30]
- «Где ходят олени»[25][30]
- «Последняя примета»[30]
- «Счастье трудных дорог»[32]
- «Алеша Петрович, сын сержанта»[14][21]
- «Совесть»[14]
- «Портрет»[14]
- «Дары Красного моря»[17]
- «Ангелы в чистых постелях»[17]
- «Тещины языки»[17]
- «Шиллер — "Коварство и любовь"»[17]
- «Находка»[17]
- «Солдатский хлеб»[33]
- «Позвонить Скуратову»[21]
- «Всего 800 километров»[21]
- «Хариус»[21]
- «Королева салачьего флота»[21]
- «Дурак Гришка»[21]
- «Ау!»[21]
- «Иванов из Иванова»[21]

### Очерки
- «Разорванная сеть»[17][34]
- «Измерение жизни»[21][35]
- «Ночь и день чудес»[36]
- «Что работаешь, корабел?»[37]
- «Ваш доброжелатель»[38]
- «Сначала было слово»[39]
- «Человек, которого я не знал»[40]

## Киносценарии и экранизации
Немало работ Воеводина были экранизированы на телевидении и в кино. Написаны киносценарии «Гранитные острова» (1976, реж. Б. Дуров, соавт. сценария) — по мотивам повести «Пуд соли», о молодых пограничниках; «Тревога» (1980, реж. Е. Макаров) — по мотивам повести «Татьянин день» (о любви молодой девушки к пограничнику).
По его роману-дилогии «Семейное дело», изданному в 1979 году, был снят в 1982 году трёхсерийный телефильм «Семейное дело».